# Родзянко, Семён Емельянович

Герб рода Родзянко

Семён Емельянович Родзянко (1782—1808?) — русский поэт и прозаик конца XVIII — начала XIX веков.
Происходил из дворянского рода Родзянок. Сын коллежского асессора Емельяна Семёновича Родзянко и жены его Евдокии Иосифовны (урожденной Часник).
Учился в Московском университетском благородном пансионе, где активно писал стихи, которые прочитывались почти на всех пансионских торжественных актах 1798—1800-х годов. Сблизился с Андреем Тургеневым, Алексеем Мерзляковым, Василием Жуковским. Был членом Дружеского литературного общества, хотя стоял там особняком. Выделялся своей особой религиозностью. Среди товарищей слыл философом.

## Литературное творчество
Печатался с 1798 года в «Приятном и Полезном препровождении времени», где, в XX части, напечатаны его статьи:
- «Нощное размышление о Боге»
- «Величество Божие»
- стихотворение «Истина»;

в сборнике «Утренняя Заря. Труды воспитанников Университетского Благородного Пансиона» кн. I (1800 г.):
- «Беседа Марка Аврелия с самим собой. Из соч. Томаса»
- «Надгробная Г. С.»
- "Катонов монолог, из Аддисоновой трагедий: «Катон»,
- «Страшный суд», стих.;
- «Слава», стих.;
- «О воображении»
- «Об астрономии»
- «К портретам Их Превосходительств гг. Кураторов Московского Университета, поставленных в новой Пансионской зале», стих.;
- «Разговор между Философом и Натурой»;

кн. II (1805 г.):
- «Отрывок о вечности», из Галлера, стих.;
- «К смерти», стих.;

Вместе с Жуковским, Родзянко перевел на французский язык оду «Бог» Державина, которому перевод этот был препровожден переводчиками при письме в январе 1799 г. и за который Державин благодарил их стихами.
Одно стихотворение P. вошло в изданный М. Л. Яковлевым «Опыт Русской Антологии»), СПб. 1828 г.
Из отдельных изданий Родзянко известны:
- 1) ода «На прибытие в Москву Императора Александра I», М. 1801, 4№,
- 2) «Белый бык, истинная повесть» Вольтера, перевод с французского, СПб. 1802; изд. 2-е, СПб. 1809 г., 12№;

На акте Благородного Пансиона 22 декабря 1798 г. Родзянко читал стихи своего сочинении «Любовь к отечеству»
С 1802 начал проявлять явные признаки безумия. Дальнейшая его судьба неизвестна.